# Сан-Мартино-Буон-Альберго
Сан-Мартино-Буон-Альберго (итал. San Martino Buon Albergo) — коммуна в Италии, располагается в провинции Верона области Венеция.
Население составляет 13 087 человек, плотность населения составляет 374 чел./км². Занимает площадь 35,3 км². Почтовый индекс — 37036. Телефонный код — 045.
Покровителем коммуны почитается святитель Мартин Турский. Праздник ежегодно празднуется 11 ноября.

## Города-побратимы
- Фойтсберг, Австрия